# OLDIES BUT Good-Buy! vol.II
『OLDIES BUT Good-Buy! vol.II』は、1990年2月21日に発売された、THE GOOD-BYEの2枚目のベストアルバムである。

## 概要
活動休止時にリリースされた、後期のベストアルバム

## 収録曲
☆はアルバム初収録、☆☆はシングルバージョン初収録。
1. THEME OF SHOUT 〜 ALL DAY AND ALL OF THE NIGHT'90
  - ビデオ『SHOUT!!』収録のサントラ
2. 25ans☆
3. WILD LIFE☆☆
4. のぞいてFeel Me Touch Me
5. First Time
  - アルバム『＃6 DREAM』アウトテイク
6. Don't Stop Kiss
7. LADY (Ver.2)
  - アルバム『ALBUM』収録の SAX Ver.
8. THE LOCO-MOTION☆☆
  - ビデオ『SHOUT!!』収録のサントラ曲
9. マージービートで抱きしめたい
10. The Day Illusion Suite (Part 1 Day Break) 〜祭り気分で TAKE A CHANCE〜The Day Illusion Suite (Part 3 Day by Day)
  - 組曲形式のスペシャル Ver.[1]